# Bebhionn (satèl·lit)
Bebhionn, també conegut com a Saturn XXXVII (designació provisional S/2004 S 11), és un satèl·lit natural de Saturn. La seva descoberta fou anunciada per Scott S. Sheppard, David C. Jewitt, Jan Kleyna i Brian G. Marsden el 4 de maig de 2005 a partir d'observacions preses entre el 12 de desembre del 2004 i el 9 de març del 2005.
Bebhionn té uns 6 quilòmetres de diàmetre i orbita Saturn en una distància mitjana de 16.898 Mm en 820,130 dies amb una inclinació de 41° respecte a l'eclíptica (18° respecte a l'equador de Saturn) i amb una excentricitat orbital de 0,333.
Va ser anomenat l'abril del 2007 en honor de Bébinn, deessa de la mitologia irlandesa.